# Pastís de la Selva Negra
El pastís de la Selva Negra o simplement Selva negra (en alemany, Schwarzwälder Kirschtorte) és un pastís típic de la cuina de Baden i un dels dolços més característics de la gastronomia alemanya. Es compon de diverses capes de pa de pessic de xocolata embeguda en kirsch i intercalades amb crema de llet i cireres. És recoberta de crema xantillí, encenalls de xocolata i cireres.